# Magdalena Koch
Magdalena Jolanta Koch (ur. 1958) – polska slawistka, badaczka literatury serbskiej i chorwackiej XX i XXI wieku, specjalizująca się w badaniach nad płcią kulturową, tożsamością, transkulturowością Bałkanów, a także współczesnym serbskim i chorwackim dramatem. 

## Życiorys
Studia slawistyczne (rusycystyka i serbokroatystyka) ukończyła na Uniwersytecie Wrocławskim w 1981, gdzie pracowała do 2011. Uzyskała stopień doktora (1997) na podstawie napisanej pod kierunkiem Milicy Semków pracy Podróże w czasie i przestrzeni. Proza Isidory Sekulić. Stopień doktora habilitowanego (2008) – …kiedy dojrzejemy jako kultura… Twórczość pisarek serbskich na początku XX wieku (kanon – genre – gender). W 2022 otrzymała tytuł naukowy profesora.
Od października 2011 jest profesorką na Uniwersytecie im. Adama Mickiewicza w Poznaniu, gdzie w Instytucie Filologii Słowiańskiej jest zastępczynią dyrektora ds. nauki oraz kieruje Pracownią Genderowych i Transkulturowych Studiów Bałkanistycznych.
Odznaczona Srebrnym (2004) i Złotym (2011) Krzyżem Zasługi.

## Wybrane publikacje
- Podróże w czasie i przestrzeni. Proza Isidory Sekulić, Wydawnictwo Uniwersytetu Wrocławskiego, Wrocław 2000
- …kiedy dojrzejemy jako kultura…Twórczość pisarek serbskich na początku XX wieku (kanon – genre – gender), Wydawnictwo Uniwersytetu Wrocławskiego, Wrocław 2007
- ...kada sazremo kao kultura... Stvaralaštvo srpskih spisateljica na početku XX veka (kanon – žanr – rod), Službeni glasnik, Beograd 2012
- Milena Pavlović Barilli EX POST, kritike, članci, bibliografija, HESPERIAedu, Beograd 2009 (współautorstwo – Lidija Merenik i Aleksandar Popović, rozdział: M. Koch, A Quest for Milena Pavlović Barilli in Serbian Literature/Sulle tracce di Milena Pavlović Barilli nella letteratura serba/U potrazi za Milenom Pavlović Barili u srpskoj književnosti